# Patricia Kitcher
Patricia W. Kitcher (nacida en 1948) es la profesora de Roberta y William Campbell de Filosofía en la Universidad de Columbia,  ampliamente conocida por su trabajo sobre Immanuel Kant y sobre filosofía de la psicología. Ha ocupado numerosos cargos en diferentes universidades, es presidenta fundadora de un comité de la Universidad de California y desempeña un papel de liderazgo en múltiples organizaciones profesionales. Los intereses más notables de Kitcher a lo largo de su carrera tienen que ver con la cognición y la ética kantiana. Es autora de múltiples artículos y dos libros.

## Formación y vida profesional
Nacida como Patricia Williams, asistió al Wellesley College y luego a la escuela de posgrado en filosofía en Princeton, donde estudió con George Pitcher. Kitcher ha ocupado cargos docentes en la Universidad de Vermont, la Universidad de Minnesota y la Universidad de California en San Diego, y un puesto visitante en la Universidad de Míchigan. En 1998 fue a la Universidad de Columbia, donde se convirtió en profesora Mark van Doren de Humanidades y presidenta del departamento de filosofía. Vive en la ciudad de Nueva York con su marido, Philip Kitcher, también filósofo de Columbia, con quien tiene dos hijos, Andrew y Charles.
Se ha desempeñado como directora de departamento en tres universidades diferentes y fue la presidenta fundadora del comité sobre la condición jurídica y social de la mujer de la Universidad de California. También fue presidenta de la Sociedad de Filosofía y Psicología, presidenta de la Sociedad Kant norteamericana y forma parte del consejo editorial del Journal of Philosophy.

## Filosofía y obras
El interés de Kitcher por la cognición se manifestó temprano y ha seguido dando forma e informando de su trabajo a lo largo de su carrera. En su tesis doctoral defendió un criterio de continuidad psicológica para la identidad personal, pero amplió el alcance del criterio psicológico más allá de lo tradicionalmente postulado para incluir características cognitivas más amplias y abstractas, como el enfoque cognitivo o el estilo cognitivo. Desde entonces, su trabajo ha abarcado ampliamente desde la filosofía tradicional de la psicología hasta Sigmund Freud y, en última instancia, hasta su principal interés, la filosofía de Immanuel Kant .
En sus primeros trabajos, Kitcher escribió varios artículos sobre filosofía de la psicología, filosofía de la mente y filosofía de la ciencia. Ella defendió la viabilidad de la psicología de la intencionalidad y la autonomía de la psicología funcional de la neurofisiología. El trabajo posterior se concentró predominantemente en el análisis de los problemas derivados de la interpretación de la primera Crítica de Kant. Kitcher ha escrito numerosos artículos sobre las formas de la intuición, la epistemología de Kant, la autoconciencia y sobre cómo funcionan los argumentos trascendentales.
Kitcher ha escrito dos libros que también abordan temas psicológicos. Kant's Transcendental Psychology fue una desviación radical de la mayor parte de la exégesis de Kant. El libro hace dos afirmaciones principales sobre la Crítica de la razón pura. Primero, contra Peter Frederick Strawson, Kitcher sostiene que para comprender el conocimiento sintético a priori, es esencial considerar la psicología trascendental. En segundo lugar, explica un argumento kantiano a favor de la necesidad de un sujeto pensante integrado, que sirve como respuesta a la negación de David Hume de la unidad del yo.
Kant's Thinker (2011), fue calificado como "una obra ambiciosa y desafiante" por Paul Guyer en el European Journal of Philosophy .  En este libro, continúa trabajando en "un tema central de su trabajo anterior: cómo entender la visión de Kant sobre la unidad de la autoconciencia en la Crítica de la razón pura". 
En Freud's Dream, Kitcher argumentó que Freud fue el primer científico del cognitivismo: El psicoanálisis debe considerarse como un ejercicio de construcción teórica interdisciplinaria y, como tal, ilumina los obstáculos a los que están sujetos dichos enfoques interdisciplinarios. (Kitcher bromea diciendo que sus argumentos lograron alienar a todos los lectores: los freudianos, porque expone los fundamentos erróneos del psicoanálisis, y los antifreudianos, porque presenta su programa como científicamente legítimo.)
Hacia el cambio de siglo, los intereses de Kitcher se dirigieron hacia la ética kantiana. Sus obras de este período proporcionan una explicación de las máximas kantianas y una interpretación del argumento de Kant para la formulación de la ley universal para el imperativo categórico.

## Premios
Kitcher ha sido reconocida recientemente por su trabajo en educación y en su campo académico. En 2017, ganó el premio Great Teacher Award de la Sociedad de Graduados de Columbia.  Los premios se otorgan anualmente a un profesor destacado por su capacidad para realizar presentaciones orales efectivas, su capacidad para relacionarse positivamente con los estudiantes fuera del aula y por su "reconocida posición en sus respectivas disciplinas académicas".